# Николаевка (Николаевский сельский совет, Покровский район)
Николаевка (укр. Миколаївка) — село на Украине, находится в Покровском районе Донецкой области.
Код КОАТУУ — 1422783401. Население по переписи 2001 года составляет 805 человек. Почтовый индекс — 85347. Телефонный код — 623.

## Адрес местного совета
85347, Донецкая область, Покровский р-н, с.Николаевка, ул.Центральна, 43

## Интересные ссылки
- Николаевка на сайте Верховной рады Украины  (укр.)